# Rosealee Hubbard
Rosealee Hubbard (ur. 24 marca 1980) – australijska kolarka torowa, brązowa medalistka mistrzostw świata.

## Kariera
Pierwszy sukces w karierze Rosealee Hubbard to brązowy medal mistrzostw świata juniorów wywalczony w sprincie indywidualnym w Kapsztadzie w 1997 roku. Rok później w tej samej konkurencji została mistrzynią świata juniorów. Swój największy sukces osiągnęła jednak w 2002 roku, kiedy na mistrzostwach świata w Kopenhadze zdobyła brązowy medal w keirinie, ulegając tylko Chince Li Na oraz Francuzce Clarze Sanchez. Hubbard startowała do 2004 roku, zostając między innymi wicemistrzynią Australii w wyścigu na 500 m. Nie startowała na igrzyskach olimpijskich.